# Henri Brocard
Pierre René Jean Baptiste Henri Brocard (* 12. Mai 1845 in Vignot, Kanton Commercy; † 16. Januar 1922 in Bar-le-Duc) war ein französischer Mathematiker und Offizier.

## Leben und Wirken
Brocard besuchte die Gymnasien (Lyzeen) in Marseille und Straßburg und studierte 1865 bis 1867 an der École polytechnique. Er war danach als Ingenieursoffizier und Meteorologe in der französischen Armee. Im 1870er Krieg nahm er an der Schlacht bei Sedan teil, wo er in Gefangenschaft geriet. Später war er in Algier stationiert und ab 1884 wieder in Frankreich als Meteorologe in Montpellier, in Grenoble und Bar-le-Duc tätig. 1910 ging er als Lieutenant-colonel in den Ruhestand und lebte allein und zurückgezogen  in Bar-le-Duc, wo er Bibliothekar der Gesellschaft für Literatur, Künste und Wissenschaften war. Die ihm angebotene Präsidentschaft der Gesellschaft lehnte er ab. Er widmete sich im Ruhestand auch astronomischen Beobachtungen.
Er trat gleich nach ihrer Gründung 1873 der französischen mathematischen Gesellschaft bei und war seit 1875 Mitglied der Association Française pour l’Avancement des Sciences (Afas). Brocard besuchte regelmäßig die Internationalen Mathematikerkongresse seit dem von Zürich 1897.
Brocard ist für Untersuchungen zur Geometrie von Dreiecken bekannt, unter anderem sind Brocard-Punkte nach ihm benannt, über die er veröffentlichte. Brocard-Punkte wurden allerdings schon 1817 durch August Leopold Crelle in Deutschland eingeführt, was aber in Vergessenheit geriet. Berkhan und Wilhelm Franz Meyer datieren das Wiederaufleben des Interesses an Dreiecksgeometrie in der zweiten Hälfte des 19. Jahrhunderts an eine Aufgabe von Brocard 1875 und an einen Vortrag von Émile Lemoine vor der Afas 1873. Nach Brocard sind auch Brocard-Kreise, Brocard-Durchmesser, Brocard-Winkel (der eindeutig bestimmte Winkel bei der Konstruktion des Brocard-Punkts) benannt.
Er ist auch für verschiedene Vermutungen und Probleme in der Zahlentheorie bekannt. Das Problem von Brocard und Ramanujan (Brocard 1876, 1885) besteht darin, Zahlen n zu finden, für die {\displaystyle n!+1=m^{2}} mit einer natürlichen Zahl m. Bekannt sind nur die Lösungen n=4, 5, 7 und es wird vermutet, dass es keine weiteren gibt (Paul Erdős). Die Brocardsche Vermutung ist mit der Legendre-Vermutung verwandt: Zwischen den Quadraten aufeinanderfolgender Primzahlen liegen mindestens vier Primzahlen. Das Problem und die Vermutung von Brocard sind bis heute ungelöst.

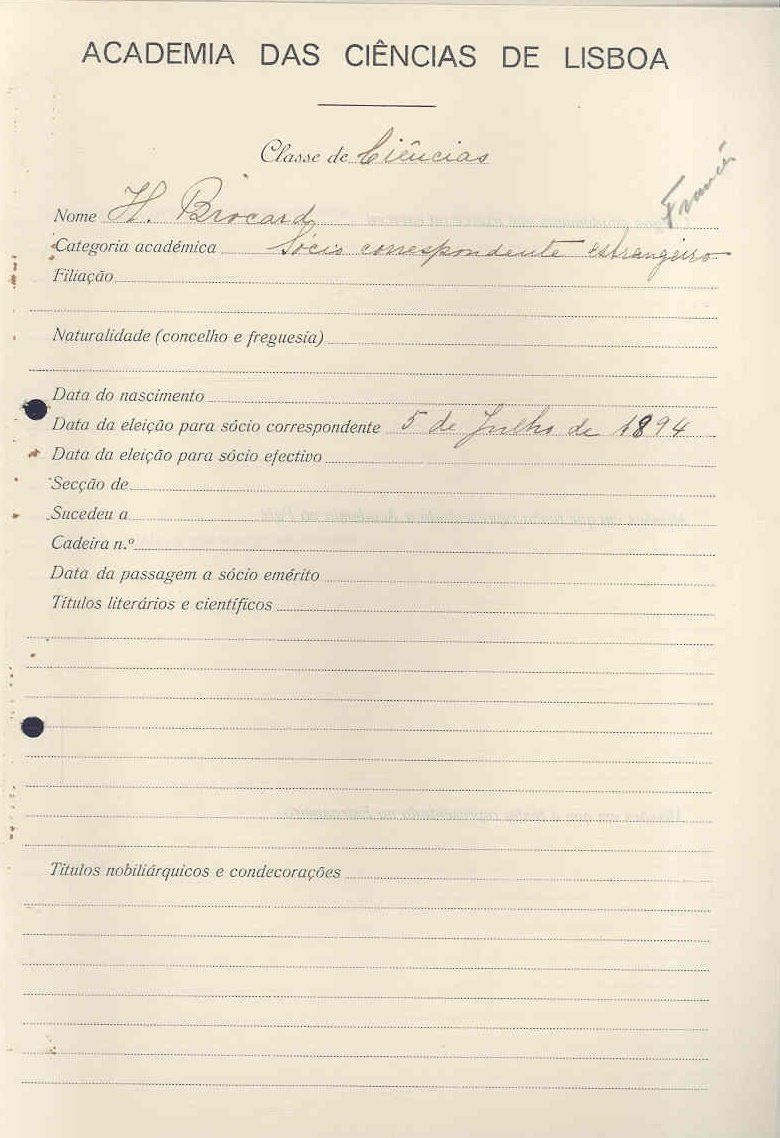
Handschriftlicher Eintrag bei der Portugiesischen Akademie der Wissenschaften

Brocard war Offizier der Ehrenlegion.

## Schriften
- Etudes d'un nouveau cercle du plan du triangle. Assoc. Français pour l'Avancement des Sciences, Congrés d'Alger, Band 10, 1881, S. 138–159.
- Notices sur les titres et travaux scientifique. Bar le Duc 1895.
- Notes de bibliographie des courbes géométriques. Bar le Duc, 1897, 1899, 2 Bände. Das Buch erschien nur in etwa 50 Exemplaren und enthält Informationen zu rund 1000 Kurven.
- mit T. Lemoyne: Courbes géométriques remarquables. 2 Bände, Paris, Band 1, 1920, 1967 (Neuauflage), Band 2, 1967.
- Fortsetzung mit E. Vigarié des historisch-bibliographischen Berichts über Dreiecksgeometrie von E. Lemoine, Berichte (Compte rendu) der Afas, 1885, 1889, 1895, 1906.